# 单线突唇鱼
单线突唇鱼（学名：Labrichthys unilineatus）为輻鰭魚綱鱸形目隆頭魚亞目隆头鱼科突唇鱼属的鱼类，俗名单线黑隆鱼。分布於印度太平洋區，從東非至密克羅尼西亞、美屬薩摩亞海域，棲息深度0-20公尺，本魚稚魚身體褐色，有2條藍白色的斑紋，側面的斑紋隨著體型增大而消失，母魚土黃色，斑紋暗淡或模糊，雄魚彩色更多增強了與明亮的超過雌性的顏色，一個大的黃色區域在胸鰭基部，體長可達17.5公分，棲息在珊瑚生長的潟湖或珊瑚礁區，以珊瑚蟲為食，可做為食用魚及觀賞魚。该物种的模式产地在关岛。